# 中英藏印續約
《中英藏印續約》，又稱《藏印議訂附約》或《中英藏印條款》，是清朝政府與英國根據1890年（清光绪十六年）簽訂的《中英藏印條約》的規定續訂的不平等條約。《中英藏印續約》于1893年（光绪十九年）12月5日在當時是英國殖民地的印度大吉嶺簽訂。中方代表为參將何長榮，英方代表为政务司艾爾弗雷德·沃利斯·保爾。中文本原存於中華民國外交部，現存於臺北外雙溪國立故宮博物院保存。
《中英藏印續約》并不是1906年（光绪三十二年）签订的《中英續訂藏印條約》，而是《中英藏印條約》的一部分。

## 條約內容
共十二款。主要內容為：
1. 開放亞東為商埠，英國可派員駐紮在亞東設立商務公所。
2. 西藏與印度的來往貿易免稅五年。
3. 限制中國西藏人民在哲孟雄傳統的遊牧活動，若仍然要在哲孟雄遊牧，必須依照英國所定遊牧章程辦理。

## 影響
由於噶廈政府並未參與談判，噶廈否認清廷所簽的本條約，拒絕開放與印度的貿易。為了打開印度與西藏貿易，印度總督喬治·寇松侯爵數次試圖與西藏的統治者第十三世達賴喇嘛直接通信，但是信件都被原封退回。1903年英軍由錫金入侵西藏。由於清廷無法迫使噶廈政府聽令，寇松1904年4月對國會表示，清廷對西藏的宗主權是假裝的政治姿態（英語：a constitional fiction, a political affectation）。